# Aurélio Arrobas Martins
Aurélio Arrobas Martins (9 de outubro de 1887 — 20 de junho de 1936) foi militar e professor português estabelecido no Brasil.

## Biografia
Nasceu em Nova Sintra, Ilha Brava, Cabo Verde, filho de Estefânia Arrobas Martins e de José Antônio Martins.
Iniciou seus estudos no Seminário São Nicolau, na ilha de mesmo nome, onde fez o curso completo de Teologia. Aos vinte anos, ingressou na Escola de Cadetes, sendo condiscípulo do príncipe Dom Manuel II. Terminado o curso, como prêmio por seus méritos, foi destacado para servir como tenente da guarda de honra do rei. Neste posto foi surpreendido pela revolução republicana, em 1910.
Arrobas conservou-se fiel à monarquia e chegou a combater as forças republicanas; todavia, vitoriosa a revolução, Aurélio evadiu-se para a Espanha, depois para a França. Por fim, em 1912, estabeleceu-se no Brasil, na condição de emigrado político. Em seu novo país, logo de início dedicou-se ao magistério e foi convidado a lecionar no Colégio São Vicente de Paula, em Petrópolis, Rio de Janeiro. Em 1917, transferiu-se para Jaboticabal, no Estado de São Paulo, e assumiu a diretoria do colégio local.
Ali fundou e foi o primeiro diretor do Ginásio São Luís, cujas instalações foram no mesmo local do Teatro Artur Azevedo (hoje atual sede do instituto de educação que leva seu nome). Nesta escola, lecionou quase todas as disciplinas do curso ginasial: Filosofia, Português, Latim, Matemática. Incentivou a encampação do ginásio São Luis, pelo município e sua equiparação ao Colégio Pedro II, em 1929.
Convidado pelo conselho administrativo do Liceu Franco-Brasileiro, transferiu-se com sua família para a capita paulista, afim de dirigir a dita casa de ensino. Fundada a Casa de Portugal, veio a ser seu presidente.
Em 20 de outubro de 1933, por portaria do Ministério da Justiça do Brasil, foi declarado cidadão brasileiro.
Aurélio Arrobas Martins faleceu com apenas 49 anos de idade, após submeter-se a uma cirurgia, na Beneficência Portuguesa de São Paulo. Seu corpo foi sepultado no dia seguinte de sua morte, no Cemitério São Paulo.
Quando ainda em Petrópolis, casou-se, em dezembro de 1913, com Ester Bandeira de Melo (Petrópolis, 22 de julho de ?? - São Paulo, outubro de 1952), filha de Carolina Pinheiro Bandeira de Melo e de João Pedro de Saboia Bandeira de Melo, que fora desembargador do antigo Tribunal da Relação do Rio de Janeiro. Nasceram deste matrimônio:
- Maria Estefânia Bandeira de Melo Arrobas Martins (*Petrópolis, 29 de maio de 1915), casada com José Maria Vieira e, depois de viúva, com o engenheiro agrônomo Lair de Castro Cotti[6];
- Luís Gonzaga Bandeira de Melo Arrobas Martins (30 de maio de 1920 - 3 de julho de 1977), advogado e político;
- Cecília Bandeira de Melo Arrobas Martins (Jaboticabal, 25 de julho de 1922 - Bath, 1 de julho de 2014)[7], casada com o comerciário Moore Douglas McKerlie.[8]